# Joseph Diescho
Joseph Brian Diescho (* 10. April 1955 in Diyogha bei Andara, Südwestafrika, heute Namibia) ist ein namibischer Schriftsteller, Professor und Politikwissenschaftler.

## Leben
Joseph Diescho wurde 1955 in einem Dorf nahe der römisch-katholischen Mission Andara in der heutigen Region Kavango-Ost geboren. Mit Unterstützung der Kirche besuchte er die Rundu Secondary School und danach die Universität Fort Hare in Südafrika, an der er ein Studium der Rechts- und Politikwissenschaften begann. Er unterbrach sein Studium für ein Jahr und arbeitete für die Consolidated Diamond Mines (CDM) in Oranjemund. Er beteiligte sich an Bürgerrechtsbewegungen, kehrte danach aber nach Fort Hare zurück und erlangte dort seinen ersten Doktortitel. Er war einer der jüngsten Doktoren in der Geschichte der Universität.
Mithilfe von Stipendien setzte er sein Studium 1987 an der Universität Hamburg und 1988 an der Columbia University New York in den Fächern Afrikanistik und Politische Ökonomie fort. Insgesamt hält er sieben Hochschulabschlüsse, davon drei Master- und zwei Doktortitel. Von Ende der 1980er bis Anfang der 1990er Jahre war Joseph Diescho Professor für Internationale Politik an der City University of New York.
Anschließend kehrte er nach Südafrika zurück und übernahm zahlreiche Stellen in Wissenschaft, Forschung und Fernsehen, unter anderem als Sprecher und Dozent am UNISA Centre for African Renaissance Studies.
2015 und 2016 war Diescho Geschäftsführer des Namibia Institute of Public Administration and Management, ehe er entlassen wurde.

## Werke
- Born of the Sun: A Namibian Novel. Friendship Press, New York 1988, ISBN 978-0-377-00188-6.
  - In seinem ersten Roman Born of the Sun erzählt Diescho die Geschichte eines namibischen Bergarbeiters, von dessen Kindheit, Zeiten im Gefängnis und befreiender Selbstverpflichtung für den Freiheitskampf.
- Troubled waters: A novel. Gamsberg Macmillan Verlag, Windhoek 1993, ISBN 978-0-86848-810-3.
  - Troubled Waters ist ein Roman und handelt von den sozialen Umwälzungen im damaligen Südwestafrika.
- The Namibian Constitution in Perspective. Gamsberg Macmillan Verlag, Windhoek 1994, ISBN 978-0-86848-895-0.
- Government and opposition in post-independence Namibia. Konrad-Adenauer-Stiftung, Windhoek 1996, ISBN 978-99916-39-04-8.
- Understanding the New Partnership for Africa’s Development (NEPAD). Konrad-Adenauer-Stiftung, Windhoek 2003, ISBN 978-99916-751-8-3.